# Pediocactus paradinei
Pediocactus paradinei là một loài thực vật có hoa trong họ Cactaceae. Loài này được B.W. Benson mô tả khoa học đầu tiên năm 1957.

## Hình ảnh

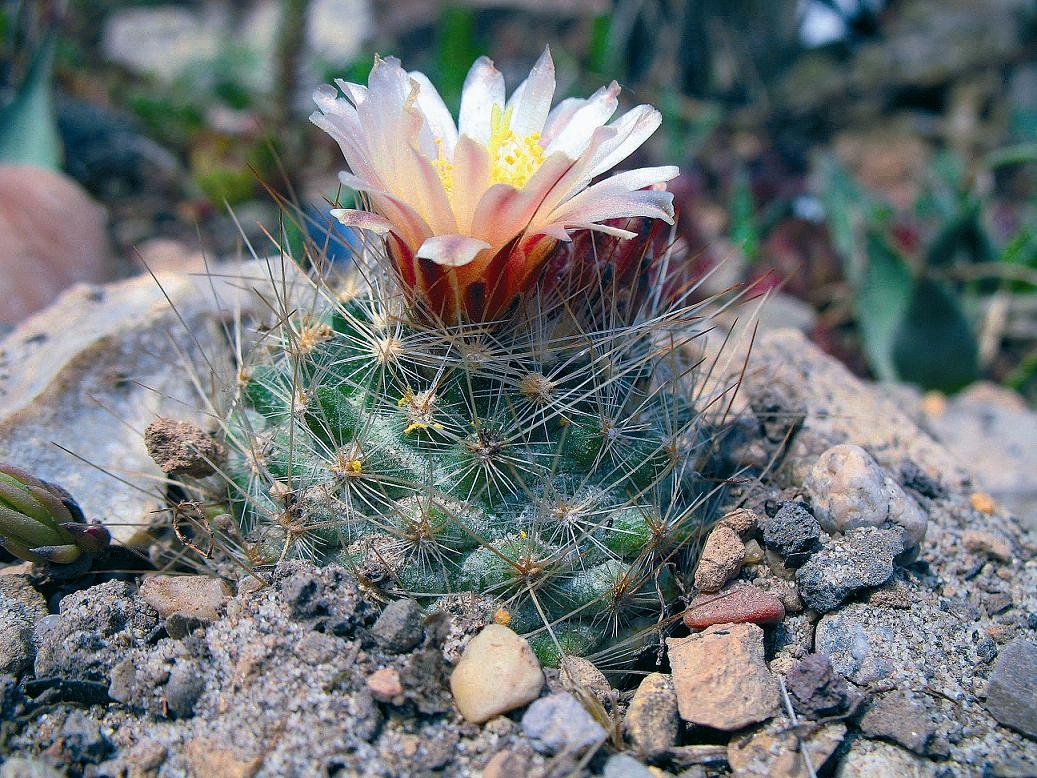
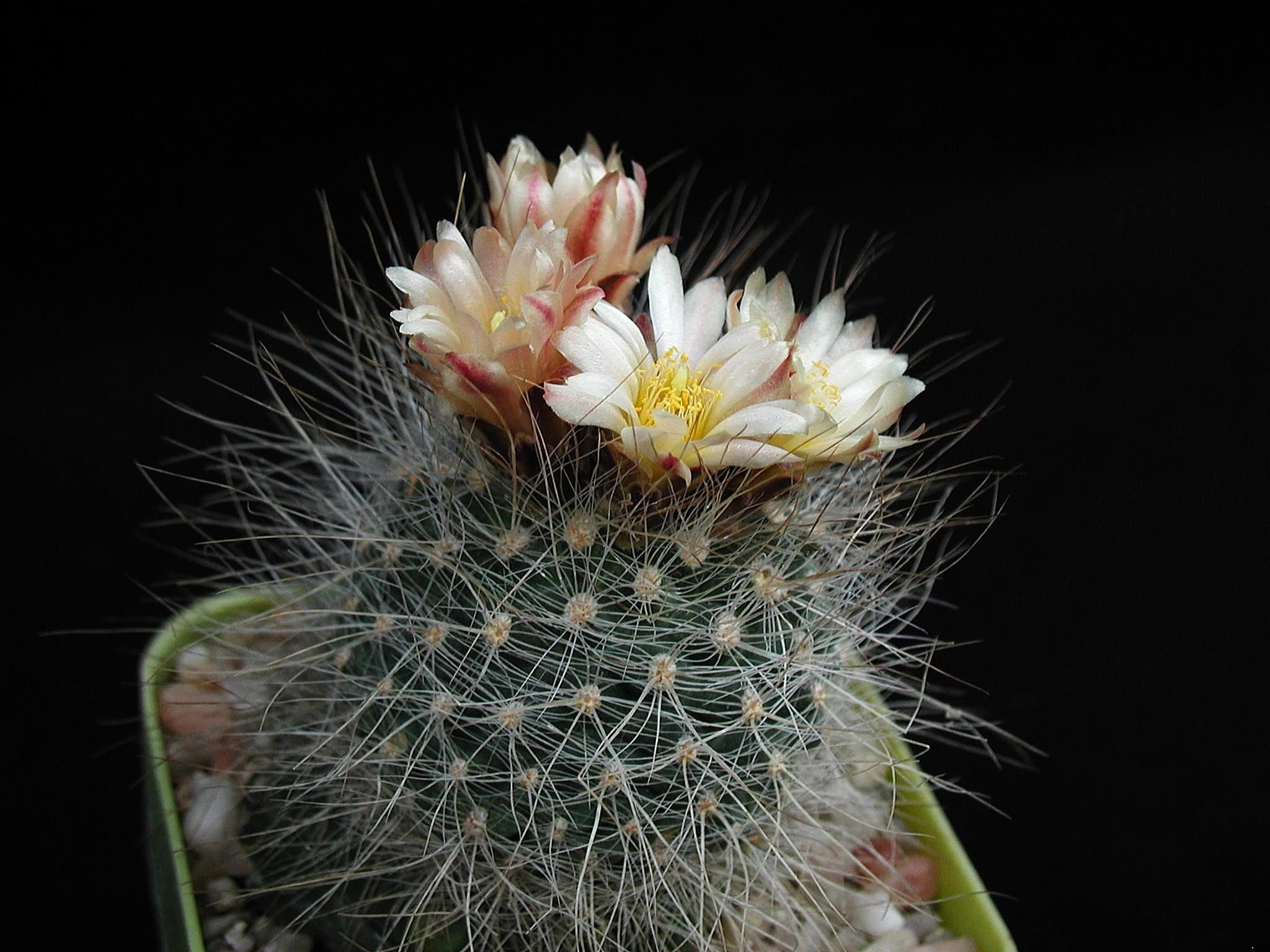
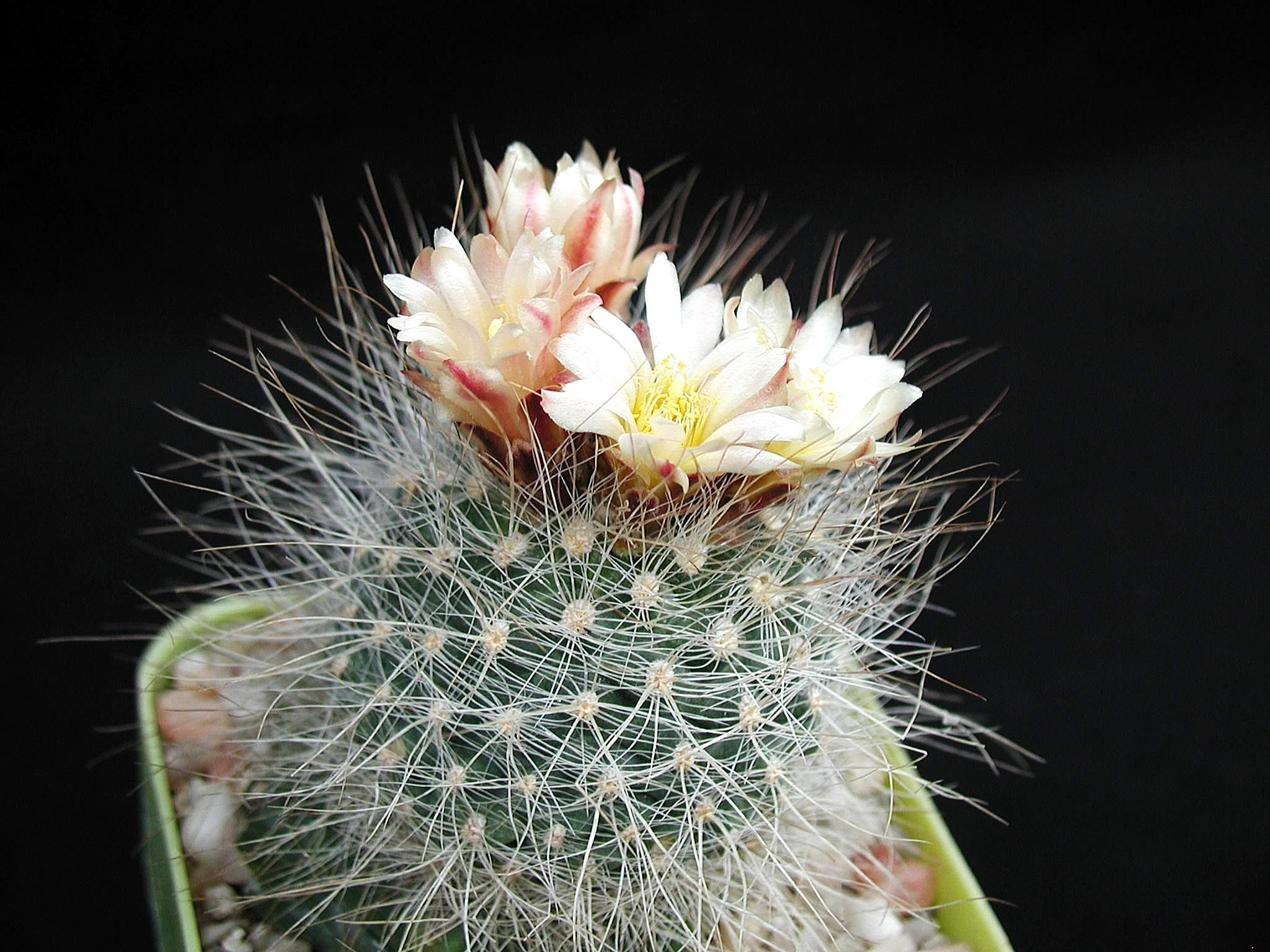
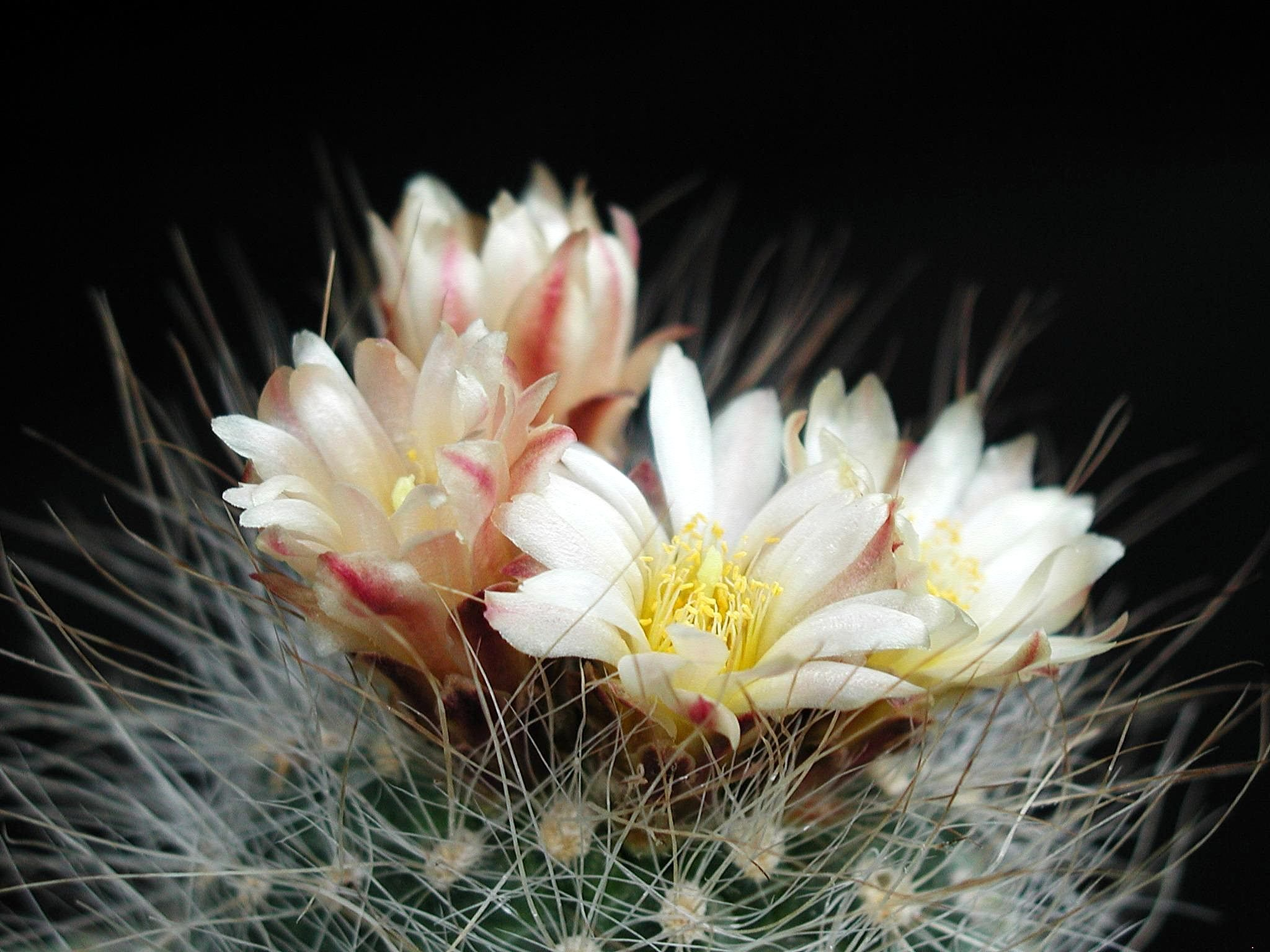